# Palamedu
Palamedu è una suddivisione dell'India, classificata come town panchayat, di 8.187 abitanti, situata nel distretto di Madurai, nello stato federato del Tamil Nadu. In base al numero di abitanti la città rientra nella classe V (da 5.000 a 9.999 persone).

## Geografia fisica
La città è situata a 10° 7' 0 N e 78° 7' 0 E e ha un'altitudine di 226 m s.l.m..

## Società

### Evoluzione demografica
Al censimento del 2001 la popolazione di Palamedu assommava a 8.187 persone, delle quali 4.127 maschi e 4.060 femmine. I bambini di età inferiore o uguale ai sei anni assommavano a 1.020, dei quali 519 maschi e 501 femmine. Infine, coloro che erano in grado di saper almeno leggere e scrivere erano 5.048, dei quali 2.862 maschi e 2.186 femmine.